# Finnország függetlensége
Finnország történelme folyamán a 13. századtól kezdve svéd uralom alatt állt, majd az 1808–1809-es orosz–svéd háború eredményeképpen nagyhercegségként az Orosz Birodalom része lett, melynek ügyeit a cár által kinevezett főkormányzó irányította. Az 1917-es oroszországi forradalmakat követően 1917. december 6-án Finnország kinyilvánította függetlenségét, amit december 31-én Szovjet-Oroszország Népbiztosainak Tanácsa is elismert.

## Előzmények

### Erzsébet orosz cárnő kiáltványa
Finnország függetlenségének gondolata először a 18. században merült fel, amikor az ország még svéd uralom alatt állt. Az 1741–43-as orosz–svéd háború során 1742. március 18-án Erzsébet orosz cárnő finn nyelvű kiáltványt intézett a finnekhez, amelyben a svédektől és oroszoktól egyaránt független Finnország megteremtését kérte tőlük. A svéd vereség után a cárnő már orosz alattvalóknak nyilvánította a finneket, de közben a finnországi rendek Karl Peter Ulrich von Holstein-Gottorp herceget – aki utóbb orosz trónörökös és III. Péter néven cár lett – felkérték nagyhercegnek. A politikai helyzet azonban hamarosan túlhaladottá tette a finn függetlenség kérdését.

### A nemzeti tudat kialakulása

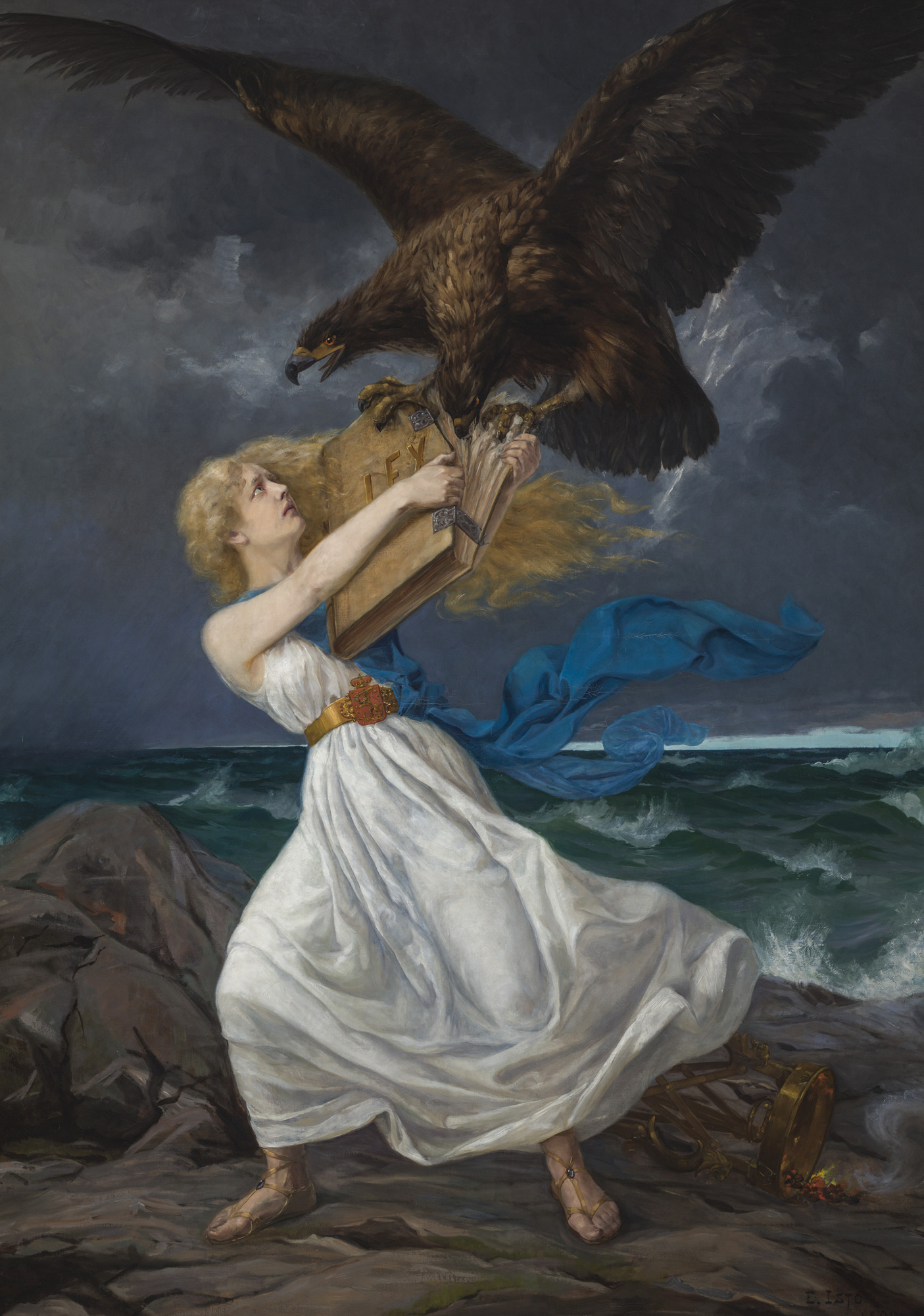
Eeut Isto: A támadás (1905). A kétfejű orosz sas megtámadja a Finnországot jelképező hajadont, aki próbálja megvédeni a törvényeket.

Martti Häikiö professzor szerint mielőtt egy nemzet kikiáltaná függetlenségét, ki kell alakítania egy nemzeti identitást és bizonyos intézményeket. Finnország kormányzó testületeit 1809 után alakították ki, amikor a porvooi országgyűlésen I. Sándor cár kinyilvánította, hogy a finnek Svédország árnyékából a nemzetek közé emelkednek, és az ország önálló nagyhercegség lett az Orosz Birodalmon belül. A finn országgyűlés 1863-tól kezdve ülésezett rendszeresen. 1906-ban a rendi országgyűlése helyett létrehozták az egykamarás parlamentet, és bevezették az általános és egyenlő választójogot.
A nemzeti identitás az összeurópai nacionalizmussal párhuzamosan alakult ki. Az 1830-as és 1840-es években Johan Ludvig Runeberg és Elias Lönnrot megalkották a finn nép és finn természet idealizált képét. A nemzeti romantika és a modern nemzetről szóló vita másik központi alakja Johan Vilhelm Snellman volt, aki a finn nyelv használatát támogatta a művelt rétegek körében, az addig szokásos svéd helyett.
1901-ben Oroszország új sorozási törvényt vezetett be, aminek értelmében a finneknek nem csak Finnország védelmében kellett harcolniuk, hanem Oroszország érdekében is bármely fronton. A finn ellenállás komoly méreteket öltött, és a sorköteleseknek csak fele jelentkezett szolgálatra.
Az ország oroszosításának második szakasza valamint az első világháború oda vezetett, hogy a különböző mozgalmak egyesítették erőiket. A jäger mozgalom 1915-ben 1900 önkéntest küldött Németországba elit gyalogsági kiképzésre a majdani fegyveres ellenállás érdekében.

## Kikiáltása és nemzetközi elismerése
Az 1917-es oroszországi forradalmak reményeket ébresztettek a Finn Nagyhercegségben is. 1917. március 2-án (új időszámítás szerint március 15-én) II. Miklós cár lemondott, így az Oroszország és Finnország közötti perszonálunió elvesztette jogi alapját, legalábbis a finnek szerint. Az ideiglenes orosz kormány és a finn hivatalos szervek tárgyalásokat folytattak.
A tárgyalások eredményét az orosz ideiglenes kormány elfogadta, de a finn parlament alapjaiban átírta; az így elfogadott törvényben a parlament magáénak nyilvánított minden törvényhozói hatalmat, kivéve a külpolitikát és hadügyeket illetőket. A szavazáskor az volt az általános vélemény, hogy szentpétervári felkelés gyorsan elsöpri az ideiglenes kormányt. Az ideiglenes kormány azonban túlélte a júliusi eseményeket, nem fogadta el a finn parlament által megszavazott törvényt, és feloszlatta a parlamentet.

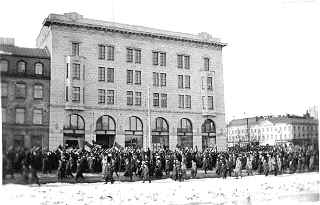
1917-es általános sztrájk, Helsinki

Az új választások illetve az októberi forradalom eredményeképpen az orosz ideiglenes kormány véglegesen vereséget szenvedett. A finn parlament három főből álló kormányzótanács felállítását rendelte el az 1772-es svéd alkotmány 38. §-a alapján, amely új uralkodó választását írta elő az uralkodóház kihalása esetére. A kormányzótanács megválasztására azonban a finn szocialisták ellenállása és az általuk szervezett általános sztrájk miatt nem került sor.
1917. november 2-án (új időszámítás szerint november 15-én) a bolsevikok kinyilvánították az önrendelkezés jogát, beleértve a teljes elszakadáshoz való jogot Oroszország minden népe számára. Ugyanazon a napon a finn parlament egy nyilatkozatot bocsátott ki, amelyben pro tempore magáénak nyilvánította Finnország a finn nagyherceg minden hatalmát.
A régi kormányzati forma mindazonáltal alkalmatlannak tűnt; a vezető körök már korábban elavultnak tartották a monarchia és örökletes nemesség intézményét, és köztársasági alkotmányt javasoltak.

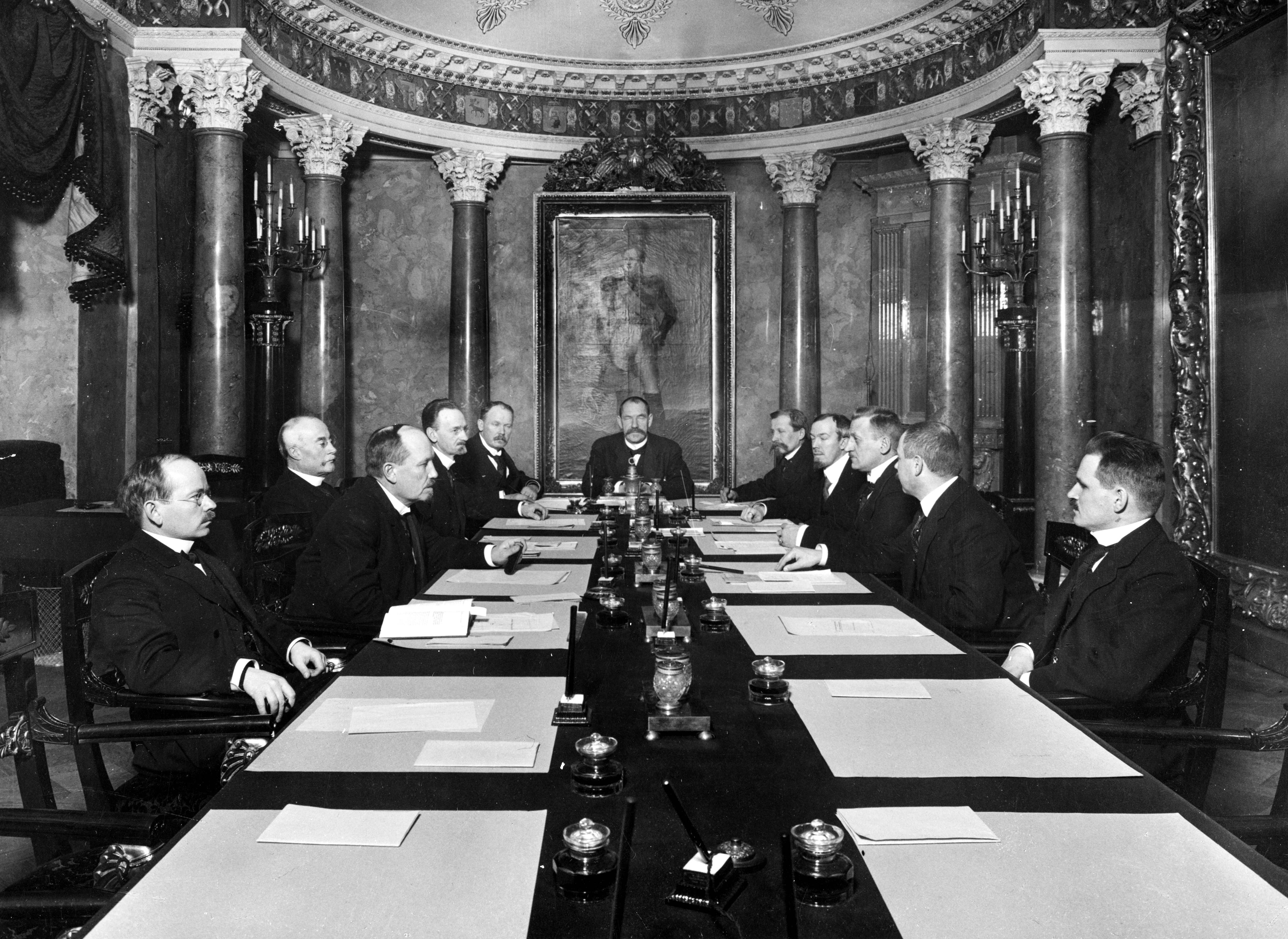
A finn szenátus, 1917. november 27. Középen Pehr Erik Svinhufvud

Pehr Evind Svinhufvud szenátust alakított, amely 1917. november 27-én kezdte meg munkáját. A cél a függetlenség mielőbbi megvalósítása volt. A szenátus elkészítette és december 4-én a parlament elé vitte a függetlenségi nyilatkozat és új köztársasági alkotmány tervezetét. A parlament december 6-án 100 szavazattal 88 ellenében elfogadta a függetlenségi nyilatkozatot.

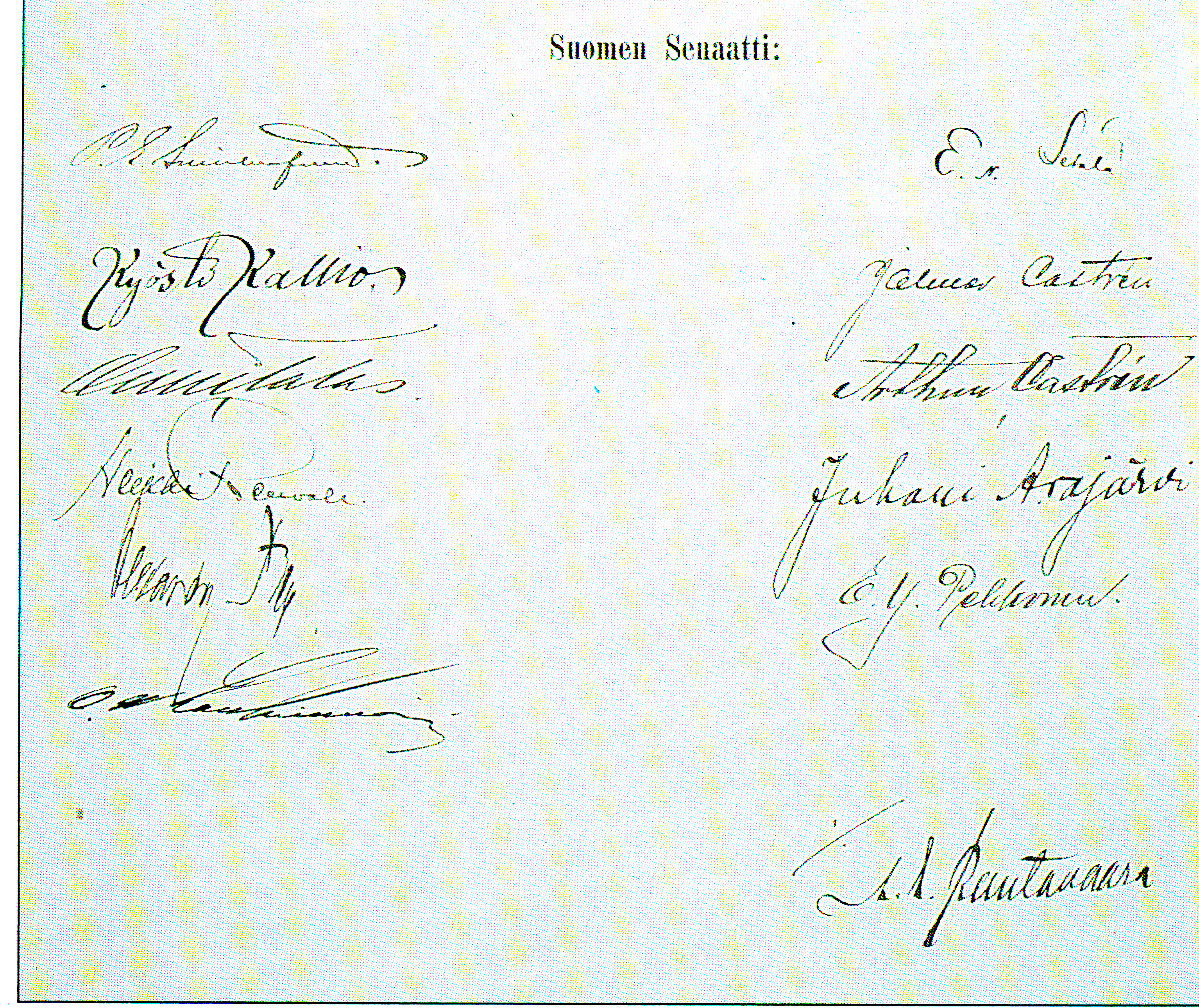
Az aláírások a függetlenségi nyilatkozaton

Svinhufvud nyomban felkérte Svédországot, Norvégiát, Dániát, Németországot és Franciaországot, hogy ismerjék el Finnország függetlenségét. A nyugati hatalmak azonban arra az álláspontra helyezkedtek, hogy megvárják amíg a korábban uralkodó Oroszország elismeri a nyilatkozatot, és azt javasolták Svinhufvudnak, hogy tárgyaljon a Lenin által vezetett bolsevik kormánnyal. Svinhufvud ezt nem akarta megtenni, mivel nem ismerte el a bolsevikokat Oroszország jogos vezetőinek, és amúgy is úgy vélte, hogy a bolsevik kormány nem marad sokáig hatalmon. Így a parlament az orosz alkotmányozó gyűléshez fordult. A Szovjet-Oroszországgal éppen béketárgyalásokat folytató Németország nyomást gyakorolt a finnekre, hogy Leninnel és a Népbiztosok Tanácsával tárgyaljon. Svinhufvud megfogadta a tanácsot, mivel Finnországnak az volt az érdeke, hogy mielőbb megkapja Németország elismerését.
December 18-án (új időszámítás szerint december 31-én) a Népbiztosok Tanácsa rendeletben ismerte el Finnország függetlenségét, amit december 22-én (új időszámítás szerint 1918. január 4-én) a legfelsőbb szovjet végrehajtó testület, a Központi Végrehajtó Bizottság (VCIK) is jóváhagyott.
1918. január 4-én Németország, Svédország és Franciaország, január 10-én Norvégia és Dánia, január 13-án az Osztrák-Magyar Monarchia elismerte Finnország függetlenségét.

## Jelképei

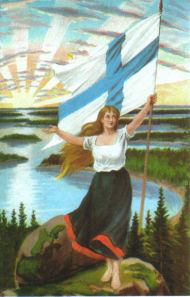
A Finnországot jelképező hajadon a kék-fehér zászlóval; 1906-os képeslap

A parlament több javaslatból egy kék-fehér zászló választott ki, és 1918. május 28-án Finnország új zászlaját] kitűzték a parlament épületére. Finnország címere a koronás oroszlánnal a vörös mezőben már a svéd uralom évei alatt használatban volt.
A himnusz kiválasztása osztályellentétek tárgya volt. A konzervatívok a Runeberg és Pacius által írt Maamme mellett voltak, míg a munkásosztály a La Marseillaise és az Internacionálé mellett. Miután a fehérek megnyerték a polgárháborút, az ország himnusza a Maamme lett.
December 6-át utóbb a függetlenség napjává nyilvánították.

## Emlékezete
A függetlenségi nyilatkozat elfogadásának 90. évfordulója alkalmából 2007-ben 5 eurós emlékérmet bocsátottak ki.

## Fordítás
Ez a szócikk részben vagy egészben  az   Independence of Finland című angol Wikipédia-szócikk ezen változatának fordításán alapul.  Az eredeti cikk szerkesztőit annak laptörténete sorolja fel. Ez a jelzés csupán a megfogalmazás eredetét és a szerzői jogokat jelzi, nem szolgál a cikkben szereplő információk forrásmegjelöléseként.